# Galvarino (Chile)
Galvarino es una comuna y pueblo chileno ubicado en la Provincia de Cautín, en la Región de La Araucanía, al sur de Chile. Según el Censo 2017 (INE), cuenta con una población de 12.633 habitantes. Está situada a 35 km al norponiente de Temuco (48 km por carretera), la capital regional, y a 683 km al sur de Santiago, la capital del país.
Limita al norte con las comunas de Traiguén y Lumaco, pertenecientes a la Provincia de Malleco; al sur con Cholchol y Temuco; al este con Lautaro y Perquenco; y al oeste nuevamente con Lumaco.
Los principales núcleos urbanos de la comuna incluyen el pueblo de Galvarino, que es la capital comunal y el mayor centro urbano con aproximadamente 4,400 habitantes, así como los caseríos de El Capricho, Chile Nuestro y Villa Coihueco.
Galvarino destaca por ser la segunda comuna de Chile en oficializar un idioma nativo, el mapudungún, y la primera en hacerlo en el territorio continental del país, siendo precedida únicamente por Rapa Nui.

## Toponimia
La comuna y el pueblo fueron nombrados en honor a Galvarino, guerrero mapuche perteneciente a las filas de Lautaro, célebre por haberle sido amputadas sus manos, hecho narrado por el escritor español Alonso de Ercilla y Zúñiga en La Araucana. Fue finalmente muerto ahorcado por orden de Hurtado de Mendoza, entonces gobernador del Reino de Chile,  el 30 de noviembre de 1557.

## Historia
Fuerte Galvarino y sus inicios
El Fuerte Galvarino fue fundado el 22 de abril de 1882 al margen izquierdo del río Quillén. La demarcación del poblado tuvo lugar en la primavera de 1886, liderada por ingenieros de la colonización. En ese momento, el terreno pertenecía al cacique Liempi, quien fue persuadido de cederlo a cambio de tierras río arriba en el sector de Paillahue. Una vez resuelta esta situación, el nuevo poblado se delineó a unos 3.5 kilómetros al este del fuerte, abarcando 25 manzanas cuadradas de 100 metros por lado.
El desarrollo del asentamiento fue acompañado por una política de inmigración impulsada por el gobierno, que promovió la llegada de familias europeas para contribuir al desarrollo de la zona. Los primeros colonos, provenientes principalmente de Alemania, Suiza y Francia, arribaron al puerto de Talcahuano en 1885 y se trasladaron a Galvarino. Posteriormente, en 1886, llegaron más familias en el vapor Patagonia. A finales del siglo XIX, también se establecieron comerciantes judíos y otros inmigrantes europeos que desempeñaron un papel importante en la economía local.
Progreso en los siglos XIX y XX
La creciente población y actividad económica dieron lugar a diversas iniciativas comerciales e industriales. El molino maquilero de Florencio Figueroa se destacó como un centro de procesamiento de cereales, mientras que otros colonos establecieron comercios y servicios como panaderías, carnicerías, talleres y tiendas.
La producción agrícola y forestal fue significativa, abarcando cereales, hortalizas, frutas y madera. La llegada de inmigrantes árabes hacia fines del siglo XIX también fortaleció el comercio local, aunque enfrentaron desafíos de integración social debido a la discriminación de la época.
El desarrollo educativo comenzó con la apertura de escuelas promovidas por colonos europeos en 1903. Posteriormente, se crearon escuelas públicas para hombres y mujeres, junto con una evolución constante en infraestructura educativa.
En materia de salud, la primera posta de atención sanitaria abrió en 1937, y en 1963 se inauguró un hospital en la comuna. Durante la década de 1940, se establecieron instituciones como la Municipalidad y la Policía Municipal, complementadas por servicios públicos como el Registro Civil.
Siglo XXI y desafíos actuales
Actualmente, Galvarino presenta un centro urbano en desarrollo, con servicios básicos como agua potable, alcantarillado, electricidad y mejor conectividad vial. Sin embargo, aún enfrenta desafíos significativos para consolidar estrategias que impulsen el desarrollo integral de sus habitantes.
Conflicto mapuche en la comuna
En el contexto del conflicto mapuche en La Araucanía, Galvarino ha sido escenario de diversos incidentes, incluyendo enfrentamientos y protestas por demandas territoriales. Estos eventos han generado tensiones entre comunidades locales y entidades gubernamentales. Destacan hechos como la colisión de un vehículo del hospital con una barricada en 2010 y el enfrentamiento en el fundo Nilpe en 2014, que resultó en la muerte de un comunero.
En 2020, las manifestaciones relacionadas con el caso del machi Celestino Córdova y la prisión del dirigente Reinaldo Penchulef incluyeron tomas de edificios, cortes de rutas y denuncias de enfrentamientos en la comuna.

## Geografía

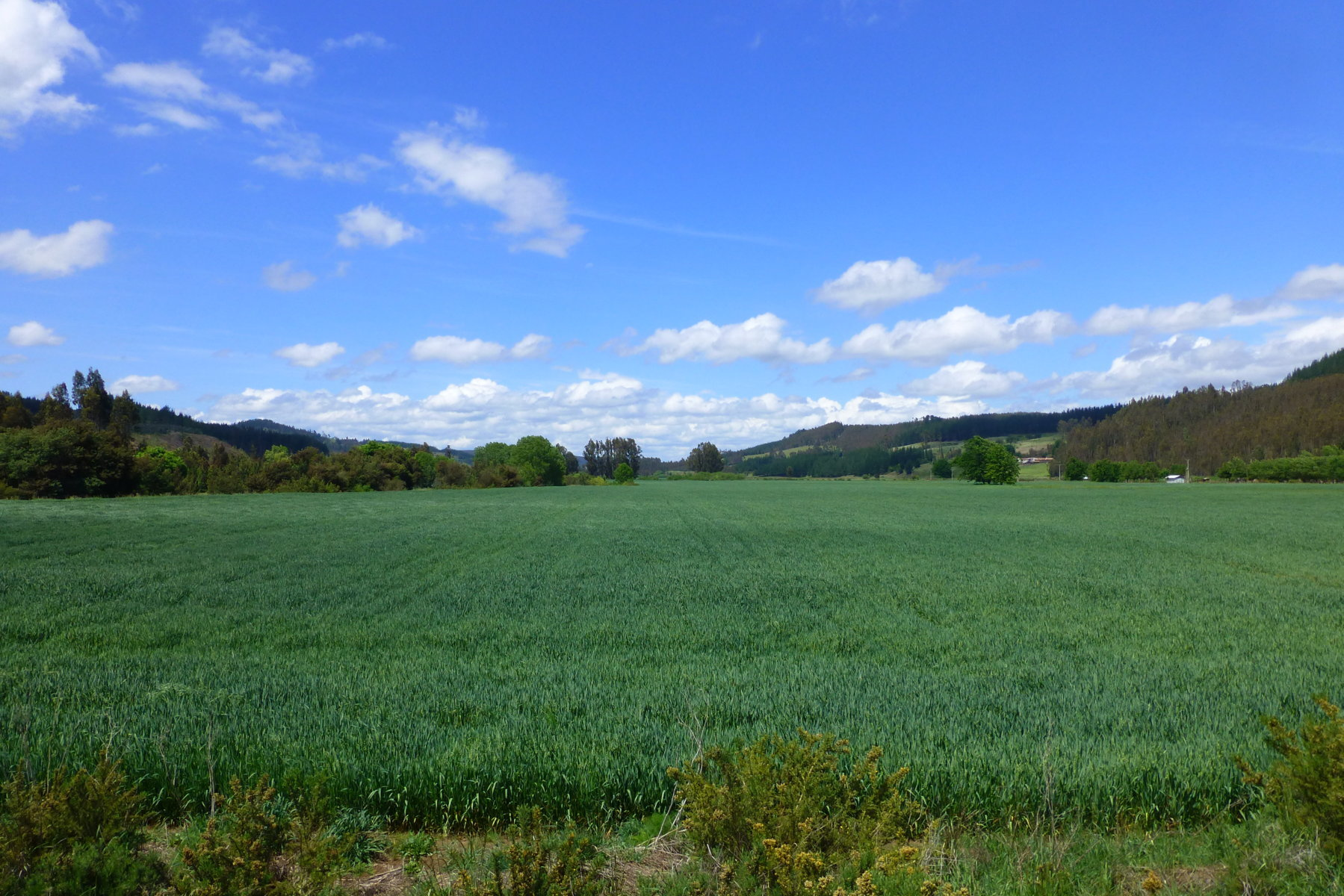
Valle del Quillén, de Galvarino hacia el oriente.

### Geomorfología
La comuna de Galvarino se encuentra emplazada en las unidades geomorfológicas de Llano central con morrenas y conos y Cordillera de la costa; se encuentra en el sector nororiental de La Araucanía, marcada por un relieve accidentado entre la Cordillera de la Costa Cordón Ñielol-Huimpil (ambas corren en dirección norte-sur), en lo que se ha denominado como “Unidad Natural Depresión Chol Chol”, que corresponde a la cuenca fluvial del mismo nombre y se ubica en el contacto del valle longitudinal con la Cordillera de Nahuelbuta, donde predominan relieve en colinas suaves y llanos ondulados. Esta unidad natural se fue generando, hace millones de años atrás, a partir de procesos de avances y retrocesos de las aguas marinas que mientras depositaba los materiales, las precipitaciones que escurrían concentradamente en canales y esteros, iban erosionando paulatinamente la superficie casi plana que dejó la depositación de las aguas marinas. Este proceso a través del tiempo, dio origen a un paisaje acolinado que rodea a un fondo plano, representado por los valles locales.
El centro urbano se encuentra en el Valle del Quillén, el que se prolonga de manera más abierta al poniente. Desde la ciudad de Galvarino no se tiene una buena apreciación del entorno geográfico regional, por encontrarse en un valle cerrado, marcado por dos grandes cerros al norte y el sur. Desde el alto se aprecian volcanes como el Lonquimay y el Llaima, así como el Cordón Ñielol y la Cordillera de Nahuelbuta, pudiéndose observar desde puntos altos de la comuna volcanes como el Villarrica y el Lanín. 
La geografía galvarinense propicia el desarrollo de la minería del carbón, siendo afamadas en la región las Minas de Huimpil.

### Clima

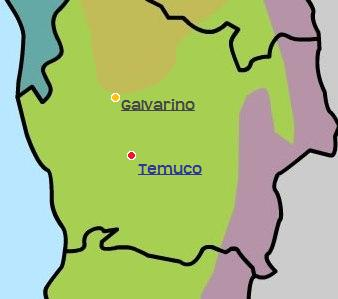
Galvarino se encuentra inserto en un microclima diferente al de la capital regional, Temuco.

La comuna presenta según la clasificación climática de Köppen un clima mediterráneo de lluvia invernal (Csb).
En la Región de la Araucanía predomina el clima templado oceánico o lluvioso que caracteriza a la zona sur del país. Sin embargo, hacia el norte aún predomina el tipo climático templado cálido de menor precipitación. En éste sentido, por el efecto en el clima que juega la Cordillera de Nahuelbuta, el sector ubicado al oriente de este cordón y en el valle longitudinal norte de la región, se presenta el clima templado cálido característico de la Región del Biobío. Las condiciones climáticas se ven afectadas por una disminución de las precipitaciones y un aumento del período seco; la temperatura media anual es de 12,9º y la precipitación media anual de 1.081 mm.
| Parámetros climáticos promedio de Galvarino, La Araucanía, Chile | Parámetros climáticos promedio de Galvarino, La Araucanía, Chile | Parámetros climáticos promedio de Galvarino, La Araucanía, Chile | Parámetros climáticos promedio de Galvarino, La Araucanía, Chile | Parámetros climáticos promedio de Galvarino, La Araucanía, Chile | Parámetros climáticos promedio de Galvarino, La Araucanía, Chile | Parámetros climáticos promedio de Galvarino, La Araucanía, Chile | Parámetros climáticos promedio de Galvarino, La Araucanía, Chile | Parámetros climáticos promedio de Galvarino, La Araucanía, Chile | Parámetros climáticos promedio de Galvarino, La Araucanía, Chile | Parámetros climáticos promedio de Galvarino, La Araucanía, Chile | Parámetros climáticos promedio de Galvarino, La Araucanía, Chile | Parámetros climáticos promedio de Galvarino, La Araucanía, Chile | Parámetros climáticos promedio de Galvarino, La Araucanía, Chile |
| Mes                                                              | Ene.                                                             | Feb.                                                             | Mar.                                                             | Abr.                                                             | May.                                                             | Jun.                                                             | Jul.                                                             | Ago.                                                             | Sep.                                                             | Oct.                                                             | Nov.                                                             | Dic.                                                             | Anual                                                            |
| ---------------------------------------------------------------- | ---------------------------------------------------------------- | ---------------------------------------------------------------- | ---------------------------------------------------------------- | ---------------------------------------------------------------- | ---------------------------------------------------------------- | ---------------------------------------------------------------- | ---------------------------------------------------------------- | ---------------------------------------------------------------- | ---------------------------------------------------------------- | ---------------------------------------------------------------- | ---------------------------------------------------------------- | ---------------------------------------------------------------- | ---------------------------------------------------------------- |
| Temp. máx. media (°C)                                            | 26.4                                                             | 25.9                                                             | 23.1                                                             | 19                                                               | 14.8                                                             | 12.4                                                             | 12.4                                                             | 13.5                                                             | 15.8                                                             | 18.7                                                             | 21.1                                                             | 23.8                                                             | 18.9                                                             |
| Temp. media (°C)                                                 | 18.5                                                             | 18                                                               | 16                                                               | 12                                                               | 13.1                                                             | 10.3                                                             | 8.7                                                              | 8.4                                                              | 8.9                                                              | 10.4                                                             | 14.5                                                             | 16.6                                                             | 13                                                               |
| Temp. mín. media (°C)                                            | 10.6                                                             | 10.2                                                             | 8.9                                                              | 7.2                                                              | 5.9                                                              | 5.1                                                              | 4.4                                                              | 4.3                                                              | 5.1                                                              | 6.5                                                              | 8                                                                | 9.6                                                              | 7.1                                                              |
| Precipitación total (mm)                                         | 31                                                               | 23                                                               | 33                                                               | 61                                                               | 160                                                              | 169                                                              | 165                                                              | 135                                                              | 81                                                               | 59                                                               | 43                                                               | 36                                                               | 996                                                              |
| Días de precipitaciones (≥ 1 mm)                                 | 2                                                                | 2                                                                | 3                                                                | 5                                                                | 10                                                               | 13                                                               | 11                                                               | 10                                                               | 6                                                                | 7                                                                | 8                                                                | 8                                                                | 85                                                               |
| Humedad relativa (%)                                             | 59                                                               | 62                                                               | 67                                                               | 76                                                               | 84                                                               | 88                                                               | 86                                                               | 83                                                               | 77                                                               | 74                                                               | 69                                                               | 63                                                               | 73.0                                                             |
| Fuente: ClimateData                                              |                                                                  |                                                                  |                                                                  |                                                                  |                                                                  |                                                                  |                                                                  |                                                                  |                                                                  |                                                                  |                                                                  |                                                                  |                                                                  |

### Hidrografía

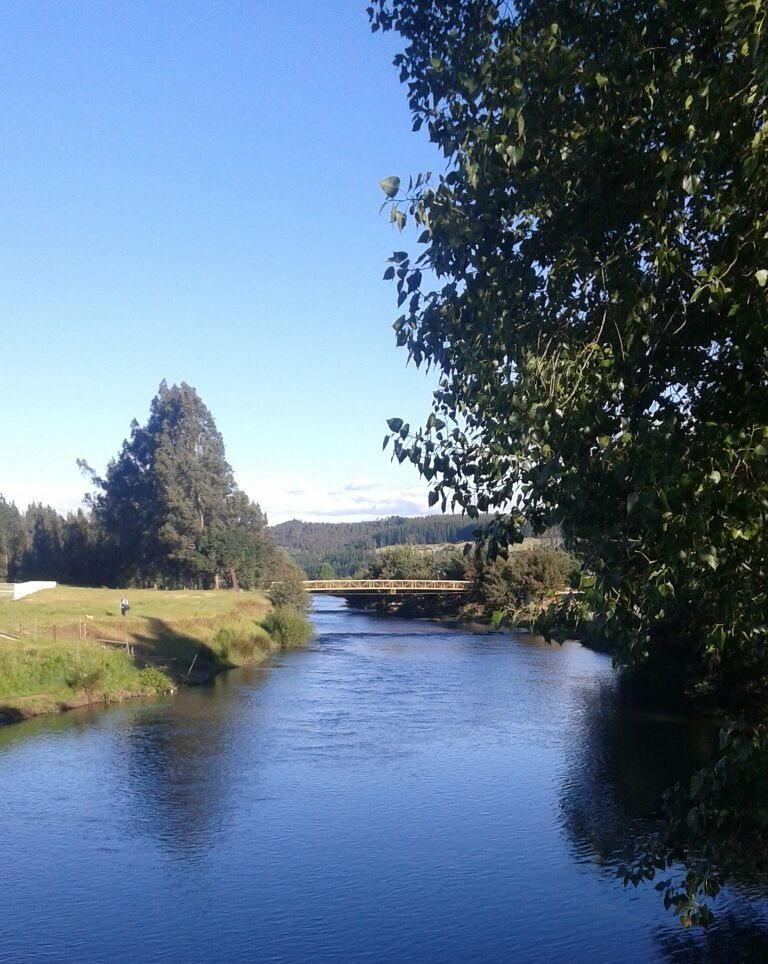
Pasarela peatonal sobre el río Quillén, en el sector estadio.

El río Quillén se considera parte de la cuenca hidrográfica del río Imperial, subcuenca Cholchol. Nace en la precordillera en Curacautín; atraviesa el valle de Galvarino y la ciudad, único centro poblado de importancia que atraviesa. En la ciudad es cruzado por dos puentes, el llamado Puente Nuevo (carretera Galvarino - Traiguén) y el Puente Viejo (en desuso y ahora peatonal, conocido como Mirador). En invierno se convierte en una amenaza, ya que al estar prácticamente dentro de la ciudad (es bordeado por calles) puede desbordarse. El último desborde ocurrió en el invierno de 1994. Para evitar esto se han construido defensas fluviales en los lugares de mayor riesgo.
El cauce del río es aumentado por diversos afluentes menores, siendo el más importante el río Panqueco, que cerca de la confluencia del Quillén con el Lumaco, aporta las aguas del río Quino. Otros afluentes son el río Perquenco y los esteros Allinco, Oñoñooko, Ranquilco, Vallerenco, Coyanco, Pitranco, Temuco y Coihueco.

## Componentes bióticos

Trazado simplificado de los ecosistemas y cuerpos de agua presentes en la comuna de Galvarino.

### Ecosistemas
Dentro del territorio de la comuna se pueden hallar los siguientes ecosistemas:
- Bosque caducifolio mediterráneo donde predominan Nothofagus obliqua y Persea lingue (en peligro crítico).
- Bosque caducifolio mediterráneo interior donde predominan Nothofagus obliqua y Cryptocarya alba (en peligro crítico).

### Flora y fauna
A nivel regional la vegetación natural se caracteriza por ser boscosa, densa y abundante. Es un sotobosque de carácter hogrófito, que en la décima región toma aspecto de selva, pero, particularmente en la zona donde se sitúa la comuna de Galvarino, el rol de barrera que juega la Cordillera de Nahuelbuta, permite encontrar en el valle longitudinal un paisaje propio de la región del norte, donde el bosque esclerófito de Boldo, Quillay, Peumo, Litre y Molle, caracteriza la vegetación natural. Este paisaje natural ha sido fuertemente degradado por el hombre y en la actualidad es reemplazado por cultivos agrícolas, praderas y plantaciones forestales.
Dadas las características agroclimáticas, la comuna es parte de una zona con potencialidades productivas que se reparten entre algunos cultivos (favorecidos por el efecto de la Cordillera de Nahuelbuta), ganadería, y la forestación con especies exóticas de rápido crecimiento, lo que está cambiando por completo el paisaje. Además de Galvarino, son parte de esta zona las comunas de Collipulli, Purén, Los Sauces, Lumaco, Traiguén, Nueva Imperial, Carahue, Saavedra, Toltén, es decir, toda la franja poniente de región.
Lo anterior, es indicio que toda esta zona se encuentra; en transformación, donde la actividad forestal está en vía de convertirse, en el mediano plazo, en el rubro articulador de los sistemas de producción e intercambio.

### Medidas de protección ambiental y conflictos socioambientales
Hasta 2022, la comuna de Galvarino no cuenta con áreas territoriales destinadas a la protección ambiental.

#### Contaminación hídrica
El marcado régimen pluvial del río hace que el caudal varíe considerablemente entre invierno y verano registrando lecturas extremas de 107 m³ y 2,8 m³ por segundo en julio y febrero respectivamente.
Los principales residuos industriales vertidos en el Quillén son desechos de dos plantas lecheras. 
El nivel de contaminación de sus aguas se resume en los siguientes datos:
- Oxígeno disuelto: 10,2 mg/l
- Cobre: 12 µg/l
- Cromo: 16 µg/l
- Hierro: 0,65 mg/l
- Manganeso: 0,06 mg/l
- Aluminio: 0,4 mg/l

En el principal centro poblado, Galvarino, existe una cobertura de tratamiento de aguas servidas de un 97%.

## Demografía

### Comuna
El primer catastro que censó a la población de la comuna fue el VI Censo Nacional de Población, realizado el 26 de noviembre de 1885 en esta recién creada comuna de la Provincia de Cautín, en aquella ocasión la población censada fue de 2.374 habitantes, un 2,1% de la población de los territorios que actualmente componen la Región de La Araucanía. De ahí en adelante la población ha ido fluctuando, logrando su mayor registro hasta ahora en el XVI Censo Nacional de Población, en 1992, desde entonces la población ha mostrado tendencia a la baja. 
El XIX Censo Nacional de Población, llevado a cabo en 2017 registró en la comuna 11.996 habitantes, lo que representa un 1,5% de los 752.100 habitantes de la Provincia de Cautín y un 1,2% de los 957.224 habitantes de la Región de La Araucanía. Galvarino es en términos de población la 16° comuna más poblada de su provincia y la 21° de las 32 comunas que tiene la región. 
De acuerdo a los datos del censo de 2017, la tasa de crecimiento intercensal, respecto del censo de 2002 fue de -4,77% lo que representa un freno en el acelerado decrecimiento que venía registrándose desde el censo de 1992. 

#### Indicadores sociodemográficos
La comuna de Galvarino presenta diversos indicadores sociodemográficos según el Instituto Nacional de Estadísticas en 2014. La esperanza de vida al nacer es de 78,86 años, con hombres teniendo una esperanza de vida de 76,37 años y mujeres de 81,35 años. En términos de género, el índice de masculinidad es de 101,14 hombres por cada 100 mujeres, lo que se descompone en un 50,3% de hombres y un 49,7% de mujeres en la población total. Aproximadamente el 36,8% de la población (4.414 habitantes) tiene más de 45 años. La presencia de la comunidad mapuche es notable, constituyendo el 59% de la población, o sea, 7.077 habitantes. En cuanto a creencias religiosas, el 65% de la población (7.797 habitantes) se declara creyente, con un 41% identificándose como católicos y un 24% como protestantes. La tasa de pobreza en la comuna es de 32,1%, lo que equivale a 3.851 habitantes. En el ámbito educativo, el 83% de la población mayor de 10 años es alfabetizada, según el censo de 2002. Este indicador es el segundo más bajo en la región de La Araucanía, solo superado por Lumaco. La tasa de alfabetización se desglosa en un 90% en áreas urbanas y un 80,3% en áreas rurales. Solo el 5% de la población (600 habitantes) posee un título profesional, excluyendo títulos técnicos. Finalmente, según el SERVEL en 2016, hay 11.821 personas habilitadas en el padrón electoral de la comuna).

### Capital comunal
Al revés que el ritmo de crecimiento comunal, el centro urbano de Galvarino ha mantenido un ritmo creciente desde su fundación. Su mayor registro es en el censo de 2002, mientras que el peak de 1907 se debe a la llegada de colonos que con posterioridad fueron trasladados a sus destinos definitivos en sectores rurales de esta comuna o bien fueron desplazados a otras zonas de La Araucanía. 

### Composición étnica
Galvarino fue un importante polo de colonización para helvéticos y británicos luego de la Pacificación de La Araucanía, los descendientes de los suizos-germánicos, suizos-francófonos y británicos que colonizaron esta zona desde fines del siglo XIX, dieron forma al centro urbano de Galvarino y sus primeras instituciones.
Más del 72,55% de la población comunal corresponde a población rural, compartiendo esta condición de comuna eminentemente rural junto a Perquenco, Renaico, Ercilla, Purén y Teodoro Schmidt dentro de La Araucanía, además de poseer un gran número de población mapuche.

### Localidades y zona urbana

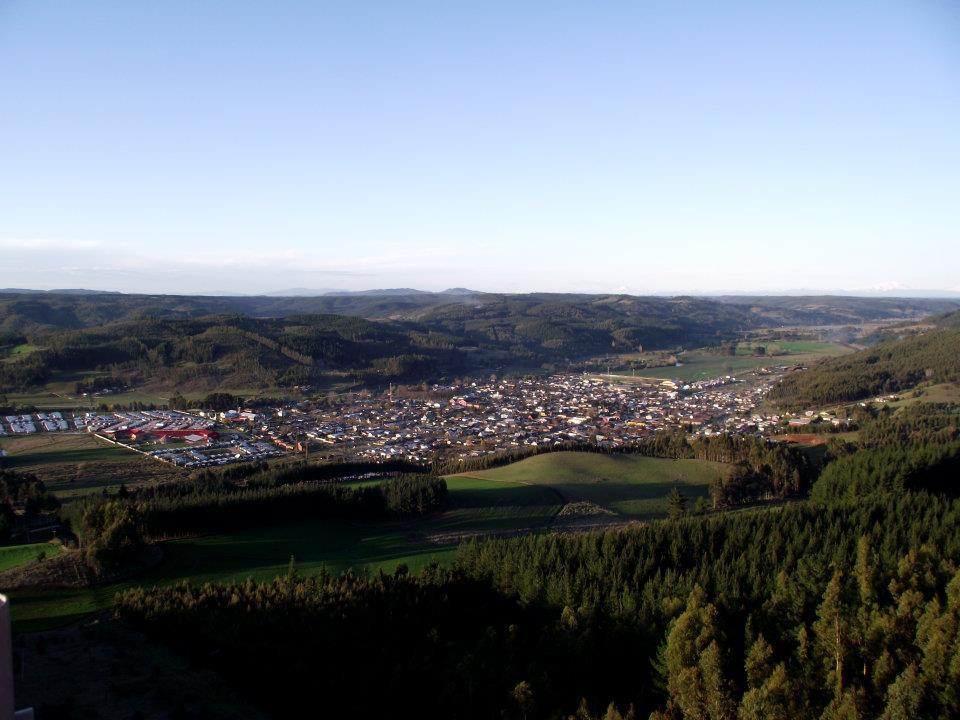
Vista panorámica de la ciudad de Galvarino

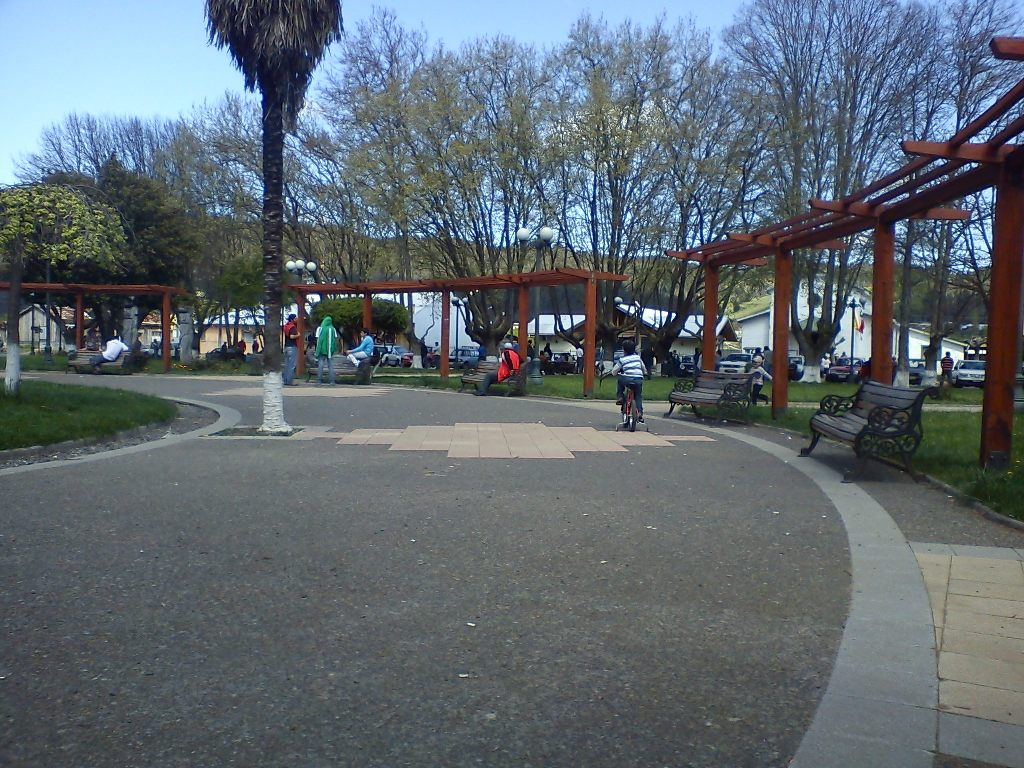
Gente en la Plaza de Armas

Desde inicios de la década de 2000, Galvarino ha experimentado un gran crecimiento del área urbana.
El trazado fundacional de Galvarino es tipo dámero. Las calles con orientación norte-sur tienen nombres de personalidades de relevancia para el estado de Chile, como San Martín, José Miguel Carrera, Ramón Freire, etc. Las calles de orientación oriente-poniente llevan nombres de origen mapuche, como Caupolicán, Fresia, Lautaro, Maipú, Chacabuco, entre otras. 

#### Barrios
- Centro: el sector centro es donde se ubican las oficinas públicas, el comercio y todos los servicios del pueblo. Está enmarcado por las avenidas Mac-Iver al poniente, León Gallo al norte, calle Lautaro al sur y Matta al oriente.
- La Esperanza: es uno de los barrios más antiguos de la ciudad, se encuentra en el sector sur-oriente a los pies del cerro cementerio.
- Estadio o matadero: sector enmarcado por las calles Fresia por el norte, Manuel A. Matta por el oeste, Carrera por el este y Caupolicán por el Sur en ocasiones.
- Gimnasio: abarca las poblaciones Agustín Contreras y la que se encuentra tras esta, se encuentra inmediatamente al lado del Sector Estadio.
- Liceo: sector ubicado de calle Lautaro hacia los cerros (sur), el nombre se lo da el Liceo Gregorio Urrutia, el primer liceo de toda la comuna.
- Huaiquil o El Porvenir: ubicada en el sector occidente de la ciudad, se le conoce popularmente como Huaiquil, por el alcalde Fernando Huaiquil, quién fue uno de los principales impulsores del proyecto cuando era concejal.
- Hospital: poblaciones que se encuentran tras el recinto de salud de la ciudad. Es uno de los sectores que más ha crecido.
- La Puntilla: es uno de los barrios más populares y clásicos de Galvarino, es más que nada la continuación de la calle Lautaro, hacia el sector de la Colonia Suiza-Germánica de Galvarino. Tiene incluso en fiestas patrias tradicionales celebraciones.

## Administración

### Municipalidad
La Ilustre Municipalidad de Galvarino, para el período 2024-2028, es encabezada por el Alcalde Hans González Espinoza (RN), quién es acompañado en el Concejo Municipal por los concejales: 
- Ernesto Lincoñir Paillalid, (FA)
- Miguel Hernández Saffirio, (D)
- Sara Huenchupil Díaz, (FA)
- José Peña Bahamondes, (RN)
- Josué Paredes Madariaga, (PS)
- Jorge Rivera Quezada, (RN)

### Representación Parlamentaria
Integra junto a las comunas de Angol, Collipulli, Curacautín, Ercilla, Lonquimay, Los Sauces, Lumaco, Purén, Renaico, Traiguén y Victoria (de la Provincia de Malleco); Lautaro, Melipeuco, Perquenco y Vilcún (de la Provincia de Cautín); el Distrito Electoral N.º 22 que elige a cuatro diputados. Así mismo pertenece a la XI Circunscripción Senatorial que comprende a la Región de La Araucanía que cuenta con cinco escaños en el Senado.
Los Diputados electos para el período 2022-2026 en el Distrito 22 son:
- Juan Carlos Beltrán (RN)
- Gloria Naveillán (R)
- Jorge Rathgeb (RN)
- Jorge Saffirio (D)

Mientras que los Senadores electos para el período 2022-2026 en la Circunscripción XI son: 
- Carmen Gloria Aravena Acuña(EVO)
- José García Ruminot (RN)
- Francisco Huenchumilla Jaramillo (DC)
- Felipe Kast Sommerhoff (EVO)
- Jaime Quintana Leal (PPD)

### Consejo Regional
La comuna de Galvarino es parte de la circunscripción Cautín II (Toda la Provincia de Cautín, excepto las comunas de Temuco y Padre Las Casas), que elige a 8 consejeros. El consejo regional de La Araucanía está compuesto por 20 cores y es encabezado por el gobernador Luciano Rivas Stepke.
Los 8 consejeros regionales de Cautín II son:
- Eduardo Schmidt (RN)
- Gilda Mendoza (RN)
- Mauricio Devaud (PPD)
- Cristian Herrera (D)
- Julio Marileo (FA)
- Rodrigo Pacheco (UDI)
- José Lizama (UDI)
- Marisol Wickel (R)

## Economía
En 2018, la cantidad de empresas registradas en Galvarino fue de 116. El Índice de Complejidad Económica (ECI) en el mismo año fue de -0,79, mientras que las actividades económicas con mayor índice de Ventaja Comparativa Revelada (RCA) fueron Venta al por Mayor de Madera no Trabajada y Productos de Elaboración Primaria (84,32), Establecimientos de Enseñanza Secundaria de Formación Técnica y Profesional (83,53) y Otras Actividades de Servicios Conexas a la Silvicultura (66,61).

## Servicios públicos

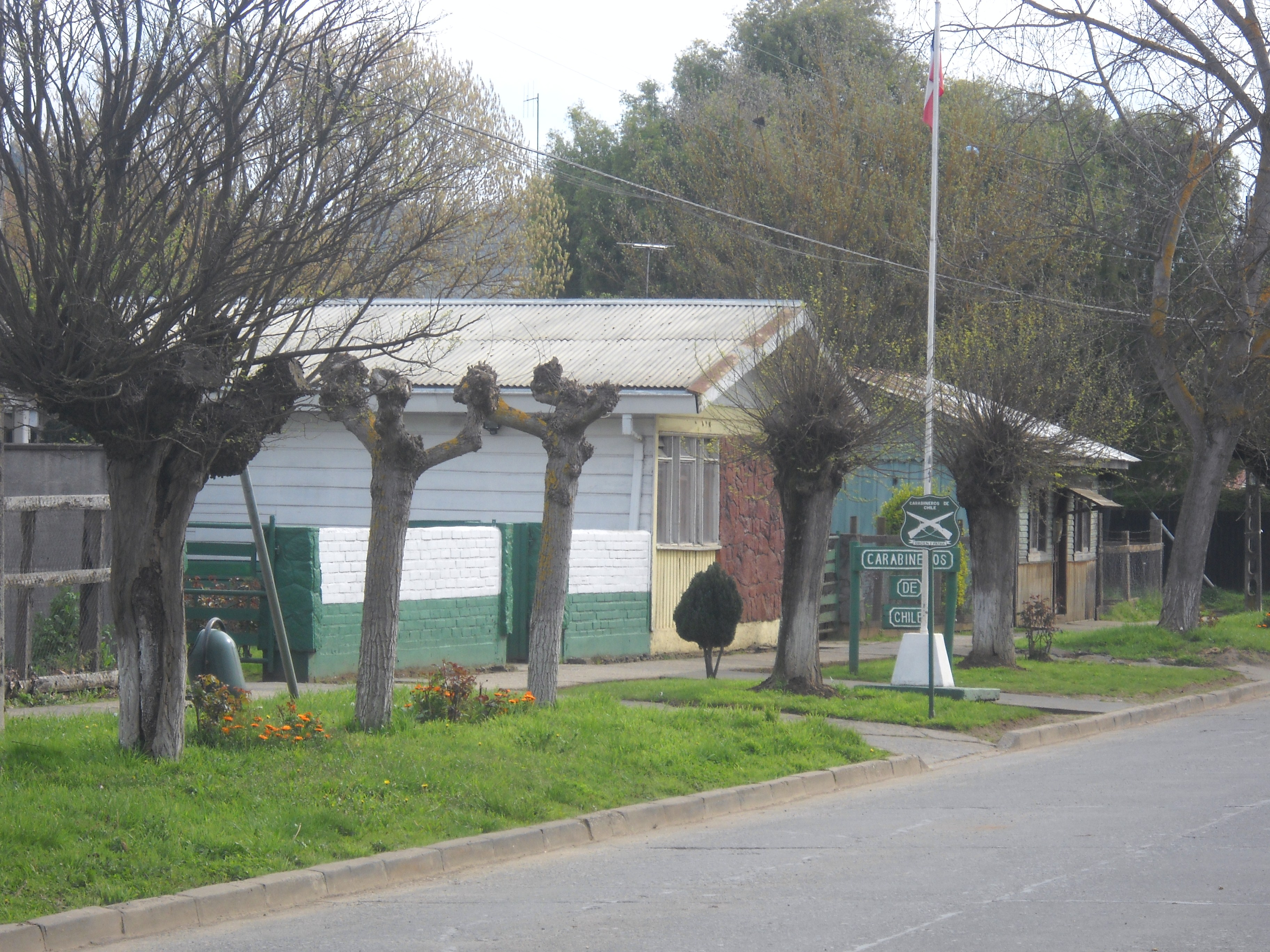
Tenencia de Carabineros.

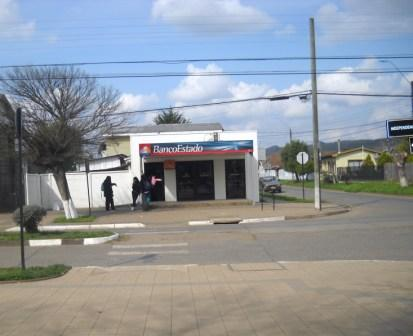
Sucursal Galvarino de Banco Estado.

La ciudad cuenta con una tenencia de carabineros (dependiente de la 1.ª Comisaría Lautaro, perteneciente a la prefectura Cautín) y dos compañías de bomberos, una en el centro y la segunda en el sector La Puntilla. 
Además se pueden encontrar servicios y oficinas de Registro Civil e Identificación, servicios de correo como Correos de Chile, Chilexpress y Bluexpress, cajeros automáticos de Banco Estado y Banco de Chile, servicios de envíos de dinero como Western Union.
El eje comercial de Galvarino está compuesto por dos calles principales: la Avenida Independencia y la Avenida Ramón Freire, ambas en orientación norte-sur. Distribuidas en ellas es posible encontrar supermercados destinados a diversos públicos, galerías y stripcenters, botillerías, almacenes, tiendas locales, paqueterías, panaderías, fruterías, verdulerías, ferreterías, entre otros. 
Desde enero de 2020, la comuna cuenta con una notaría, al dividirse el territorio jurisdiccional de la notaría de Lautaro. 

### Educación
Existen en la zona urbana de la comuna dos jardines infantiles y tres salas cunas que dependen de la JUNJI o de la Fundación Integra.

#### Escuelas y liceos
El Departamento de Educación Municipal administra 21 escuelas municipales, 18 en sectores rurales y 3 en la zona urbana. Existen 15 escuelas de carácter privada o particular subvencionada, además de dos liceos en la zona urbana, uno municipal y el otro bajo el régimen particular subvencionado:
- Liceo Gregorio Urrutia
- Liceo Técnico Profesional Juan Pablo II
- Escuela Río Quillem
- Escuela Gabriela Mistral
- Escuela Especial Dame La Mano
- Escuela de Chacaico
- Escuela El Capricho
- Escuela La Piedra
- Escuela Fortín Ñielol
- Escuela Mañiuco
- Escuela Pelantaro
- Escuela Quetre
- Escuela Quinahue
- Escuela Santa Margarita
- Escuela Trabunquillem
- Escuela Trif Trifco
- Escuela Huampomallín
- Escuela Hilohue
- Escuela Los Álamos
- Escuela de Llufquentúe
- Escuela Nilpe
- Escuela Adventista
- Escuela Ilwen
- Escuela Bellavista
- Escuela El Jardín
- Escuela El Peral
- Escuela El Progreso
- Escuela Rapa
- Escuela Renicura
- Escuela Repocura
- Escuela San Carlos
- Escuela San Sebastián
- Escuela Santa María
- Escuela Pangueco
- Escuela Rucatraro Alto
- Escuela San Juan de Aillinco
- Escuela San Juan de Dios
- Escuela Santa Victoria

#### Biblioteca Pública N° 119 "Luis Durand"
Creada en 1979 por el alcalde Miguel Manríquez Saver, funciona en sus dependencias de Avenida Independencia #354, cuenta en la actualidad con más de 8 mil títulos y conexión al programa BiblioRedes del Gobierno de Chile. 
La Biblioteca recoge las necesidades de información y cultura de la comunidad, contribuyendo el desarrollo de la misma y actuando como nexo entre el conocimiento y el acceso a la información a través de sus distintos servicios, ofreciendo al visitante servicio de Biblioredes, con una amplia gama de títulos, Best Sellers, literatura general, literatura chilena, literatura juvenil, también cuenta con un rincón infantil donde ofrece varios libros de cuentos.

### Salud

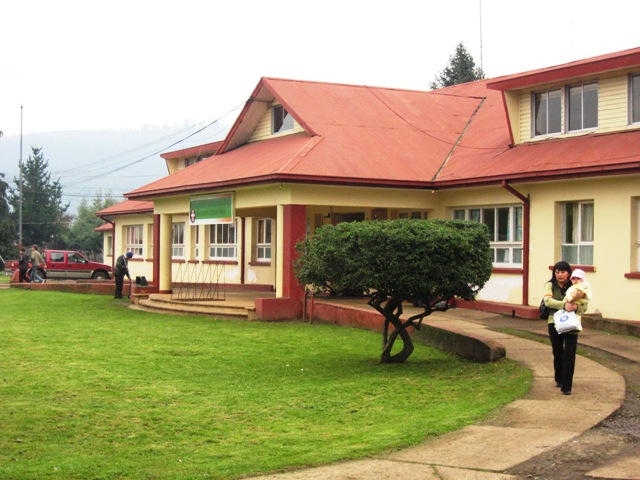
Hospital de Galvarino.

En Galvarino existe un centro de salud, que depende del Servicio de Salud Araucanía Sur y una clínica dental, la cual depende del Departamento de Salud Municipal.
- Hospital Familiar y Comunitario de Galvarino

Del departamento de salud municipal dependen la siguiente red de postas rurales: 
- Posta La Piedra
- Posta Cuel Ñielol
- Posta Rapa Mañiuco
- Posta Nilpe
- Posta Ailinco
- Posta Repocura-Chacaico
- Posta Fortin Ñielol
- Posta Santa Carolina
- Posta Rucatraro
- Posta Pangueco

### Justicia
La comuna, parte de la región de La Araucanía es parte del territorio jurisdiccional de la Corte de Apelaciones de Temuco y del Tribunal de Juicio Oral en lo Penal de la misma ciudad. Galvarino es territorio jurisdiccional del Juzgado de Letras, así como del Juzgado de Garantía de Lautaro y de la fiscalía de la misma ciudad, la que cuenta con un módulo de atención en Avenida Independencia, en dependencias del Centro Cultural en Galvarino.

### Áreas verdes
Las calles de Galvarino se encuentran en su totalidad arboladas por álamos y otras especies en menor cantidad. Entre sus áreas verdes se encuentran la Plaza de Armas y el Río Quillén.
- Plaza de Armas de Galvarino: Rodeada por calle Fresia al sur, la avenida Ramón Freire al poniente, avenida Independencia al oriente y avenida Pedro León Gallo al norte, es el principal punto de reunión para los galvarinenses. Rodeada por fuentes de soda, restaurantes, supermercados, locales comerciales en general, y carros de comida rápida.
- Balneario: Importante área verde de la comuna, al norte de avenida León Gallo, en la vera del río Quillem, obra del gobierno del Alcalde Miguel Hernández, data de 2008, fue clausurado para el baño, pero se mantiene como un espacio de esparcimiento y paseo.
- Liceo Gregorio Urrutia: El parque, que contiene este centro de educación secundaria, alberga diversas especies de árboles nativos de Chile, cuenta con asientos, y una vista que permite ver hacia el poniente de la ciudad y el valle del Quillén.

## Cultura

La bandera indigenista mapuche Wenufoye es de uso obligatorio en las dependencias municipales, por decreto alcaldicio del 1 de julio de 2013.

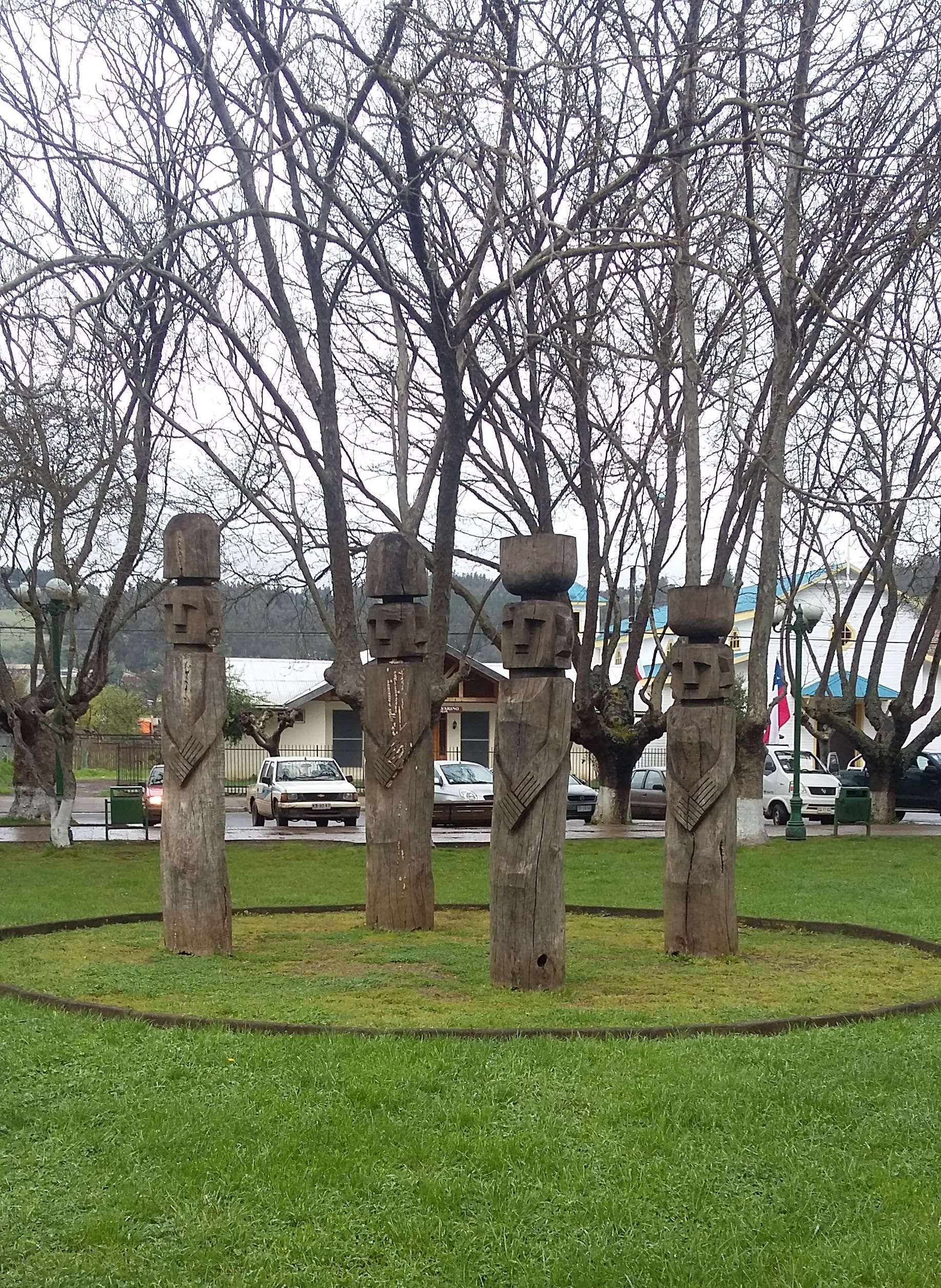
Chemamüll de la Plaza de Armas de Galvarino

En Galvarino existe una marcada influencia de la cultura mapuche, especialmente en el sector rural. Es posible ver a mujeres mapuches vistiendo sus ropas y joyas tradicionales como uso cotidiano. En agosto de 2013, Galvarino se convirtió en la primera comuna chilena en establecer como idioma oficial el mapudungún en conjunto al castellano a nivel municipal, siendo también la primera de Chile continental en cooficializar un idioma perteneciente a los pueblos originarios.
Además de la fuerte influencia mapuche, destaca la influencia de la colonia suiza, quienes dieron vida a las primeras instituciones de la comuna a fines del siglo XIX y principios del XX, destacando la primera escuela de la comuna (hoy, Escuela Río Quillén). Galvarino fue una de las siete colonias más importantes de suizos en Chile, colonia que hoy tiene importante presencia en la comuna, destacando el sector rural de La Colonia, a 3 km del pueblo.
En la ciudad hay numerosos templos protestantes de distintas denominaciones. Existe una iglesia católica.
En cuanto al deporte, Galvarino cuenta con el Estadio Municipal de Galvarino, junto al Gimnasio. Entre los clubes destaca el Deportivo Construcción.

## Medios de comunicación

### Telecomunicaciones

#### Radioemisoras
- 89.9 MHz - Radio Mirador
- 93.9 MHz - Radio Magistral

#### Televisión
En el caso de la televisión, Galvarino recibe la señal abierta de los siguientes canales nacionales:
- 5.1 - Chilevisión
- 11.1 - Canal 13
- 13.1 - TVN

#### Telefonía
La telefonía fija es administrada por Movistar, continuadora de la antigua CTC.

## Transportes
Los servicios de transporte en la comuna de Galavrino se concentran principalmente en las esquinas de las avenidas Independencia y León Gallo, es en el bandejón de Avenida León Gallo entre Independencia y San Martín donde se encuentra el principal terminal de la ciudad. En esta terminal terrestre se puede encontrar servicios locales, regionales y nacionales. 

### Local
Existen empresas de buses locales y buses con subvenciones para zonas aisladas, también existen camionetas que realizan "fletes" desde Galvarino a otros puntos de la comuna. La empresa de buses Huinca Bus cubre las rutas desde Galvarino a Temuco, tanto por Cholchol como por Lautaro, con salidas diarias desde el terminal de la comuna. 

### Interurbano
Con salidas desde el terminal de buses, Galvarino se encuentra comunicada a Temuco, Cholchol y Lautaro a través de la empresa de buses Huinca Bus. 
Es posible viajar directamente a Santiago, Traiguén y Collipulli a través de los servicios de las empresas Ivergrama y Transantín. 

### Transporte Aéreo
El terminal aéreo más cercano es el Aeropuerto Internacional La Araucanía, distante 76 km al sur en la comuna de Freire. Cuenta con vuelos permanentes a Santiago, Coyhaique y Punta Arenas.
Sin embargo en la comuna vecina de Traiguén se encuentra ubicado un club aéreo, utilizado principalmente por aviones cuadriplaza o de fumigación

### Carreteras
La ruta R-76-S conecta a Galvarino con Traiguén, desde donde se puede acceder a Victoria y Angol mediante la carretera R-86 que une a ambas comunas. Desde Victoria se tiene acceso a la carretera internacional CH-181 que conecta con Neuquén, Argentina. Se tiene acceso a la zona costera del Biobío desde Los Sauces, que une a esta comuna con Purén, desde aquí la ruta P-60-R conecta a Purén con Los Álamos pasando por Cañete, desde Los Álamos la Ruta CH-160 conecta con el Gran Concepción, siendo una alternativa diferente a la Ruta 5 Sur. La carretera R-76-S fue reconstruida en 2015.
La ruta S-10, conecta a Galvarino, con la ciudad de Lautaro. En Lautaro se puede acceder a la Ruta 5 Sur. Es la alternativa más larga para acceder a Temuco (62 km.). 
Desde Lautaro se accede a la Araucanía Andina, y de forma directa a los destinos turísticos de Curacautín, Malalcahuello, Corralco, Lonquimay, Termas de Manzanar, etc. 
La ruta S-16, une a Galvarino y Nueva Imperial, en el km. 24 se encuentra Cholchol, desde donde se accede a Temuco a través de la carretera S-20, siendo la ruta más corta para el acceso a Temuco (48 km.)
Desde Nueva Imperial, la ciudad más importante de la zona costera de la región, se tiene acceso a Carahue y Puerto Saavedra.

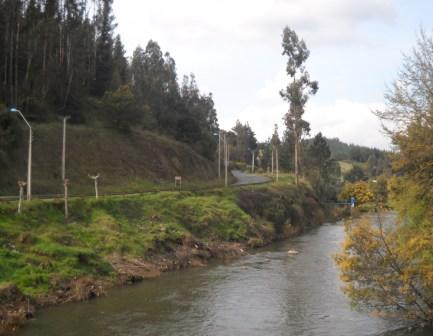
Ruta R-76-S Y río Quillem, la ruta es el acceso norte a la ciudad, une a Galvarino con Traiguén
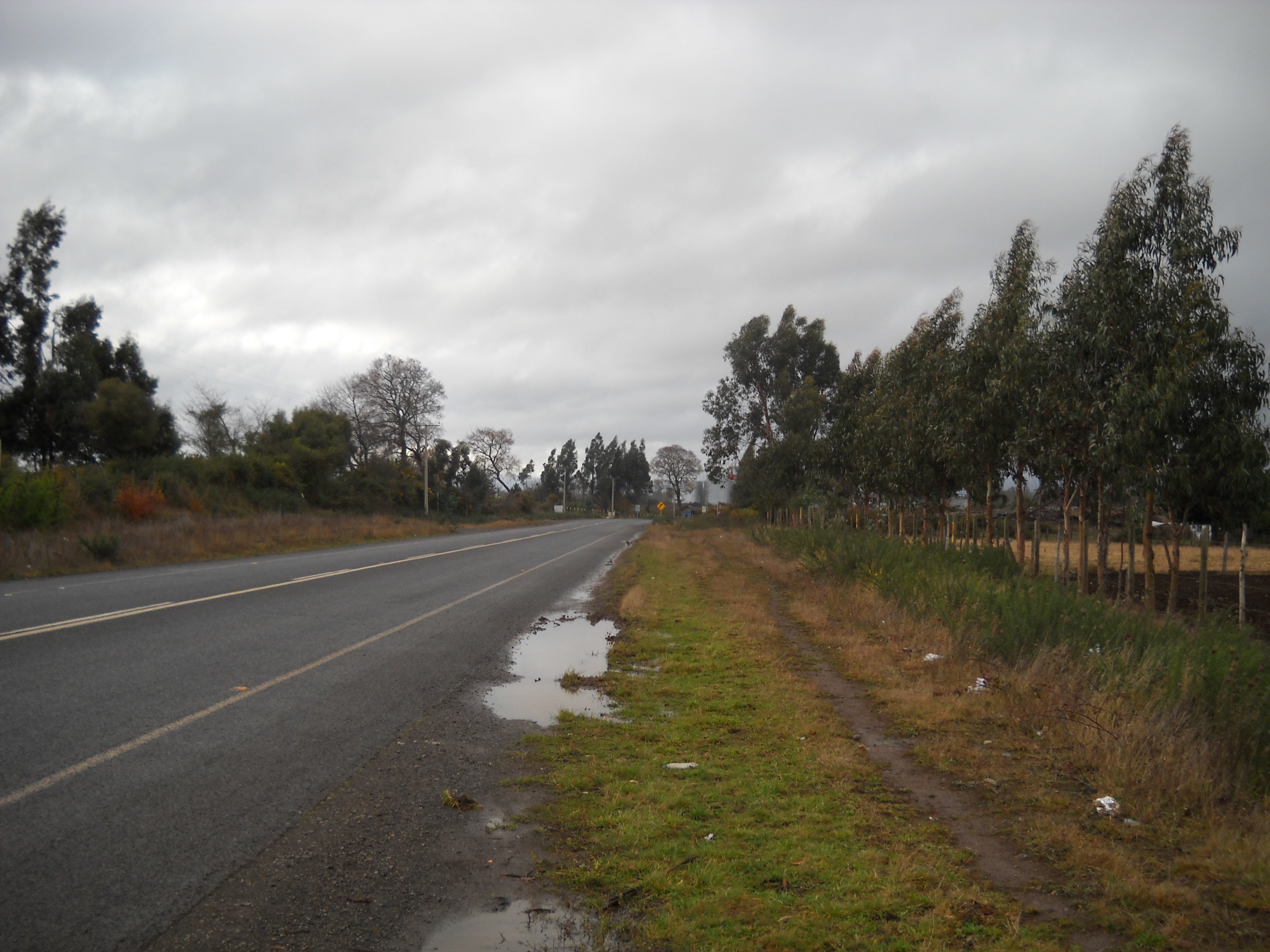
Ruta S-10 conecta a las comunas y ciudades de Galvarino y Lautaro
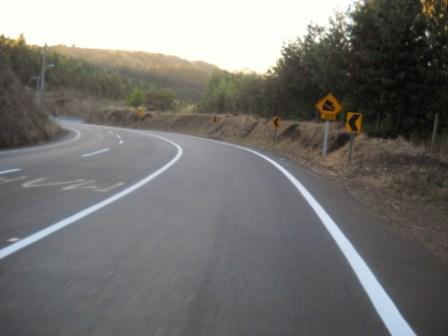
Acceso sur a Galvarino

### Ferrocarril
Hubo una estación ferroviaria inaugurada a principios del s. XX, punta rieles del ramal Quino-Galvarino, cerrada en la década de los 90. Los rieles permanecieron utilizables y fueron utilizados por la industria forestal hasta mediados de la década del 2000 cuando el trazado de la línea férrea fue convertido en un camino.
Dicha estación se hallaba conectada a la línea troncal sur del sistema ferroviario chileno en la estación Púa, en la comuna de Victoria. Era posible viajar de Galvarino de forma directa a Quino, Púa, Traiguén, Victoria, Purén, Curacautín, Lonquimay, Santiago y Talcahuano.

## Ciudades hermanas
- Providencia, Chile[25]